# Pluvault
Pluvault är en kommun i departementet Côte-d'Or i regionen Bourgogne-Franche-Comté i östra Frankrike. Kommunen ligger i kantonen Genlis som tillhör arrondissementet Dijon. År 2018 hade Pluvault 546 invånare.

## Befolkningsutveckling
Antalet invånare i kommunen Pluvault
Referens:INSEE